# Clubiona tengchong
Clubiona tengchong là một loài nhện trong họ Clubionidae.
Loài này thuộc chi Clubiona. Clubiona tengchong được miêu tả năm 2007 bởi Zhang, Zhu & Da-xiang Song.